# Pyroelektricitet

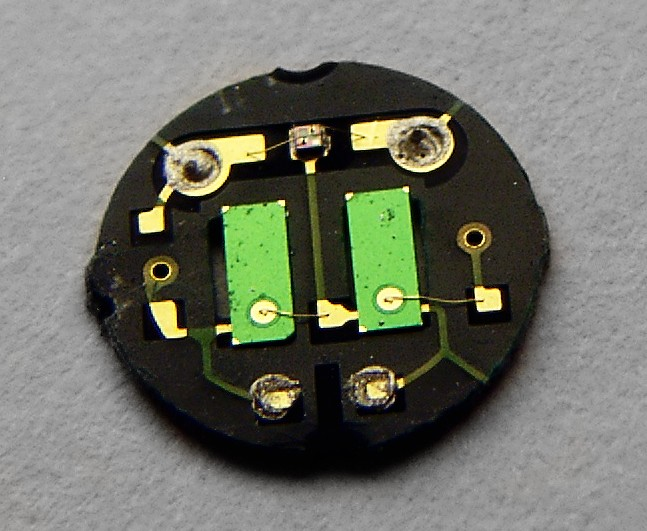
En pyrolektrisk sensor.

Pyroelektricitet (från gr. pyr-, "eld" och elektricitet), elektrisk spänning som uppkommer i vissa kristaller då materialet uppvärms. Förändringen i temperaturen gör att positiva och negativa laddningar rör sig åt motsatta sidor genom s.k. migration och därmed etableras ett elektriskt fält.
Numera används syntetiskt framställda föreningar, men fenomenet upptäcktes i kvarts, turmalin och andra jonkristaller. Den tidigaste upptäckten dateras till 314 f.Kr. då Theofrastos upptäckte att turmalin blir elektriskt laddad då det uppvärms. Pyroelektriska effekter finns även i ben och senor.
Uppstår endast i kristaller som saknar symmetricentrum. De pyroelektriska laddningarna sprider sig på motsatta sidor i den asymmetriska kristallen. Riktningen som laddningarna utbreder sig i är ofta konstant i pyroelektriska material, men kan modifieras genom ett pålagt elektriskt fält. Materialen sägs uppvisa ferroelektricitet. Samtliga pyroelektriska material är även piezoelektriska, eftersom egenskaperna är nära besläktade.
Framsteg har gjorts i att utveckla artificiella pyroelektriska material, vanligtvis i formen tunna filmer. Dessa framställs från föreningarna galliumnitrid (GaN), cesiumnitrat (CsNO3), polyvinylfluorider, derivat av fenylpyrazin, och koboltftalocyanin.